# 730 Athanasia
730 Athanasia è un asteroide della fascia principale. Scoperto nel 1912, presenta un'orbita caratterizzata da un semiasse maggiore pari a 2,2433567 UA e da un'eccentricità di 0,1770405, inclinata di 4,23316° rispetto all'eclittica.
Il suo nome fa riferimento alla parola greca Athanasia, che significa immortalità.